# Amiga 600

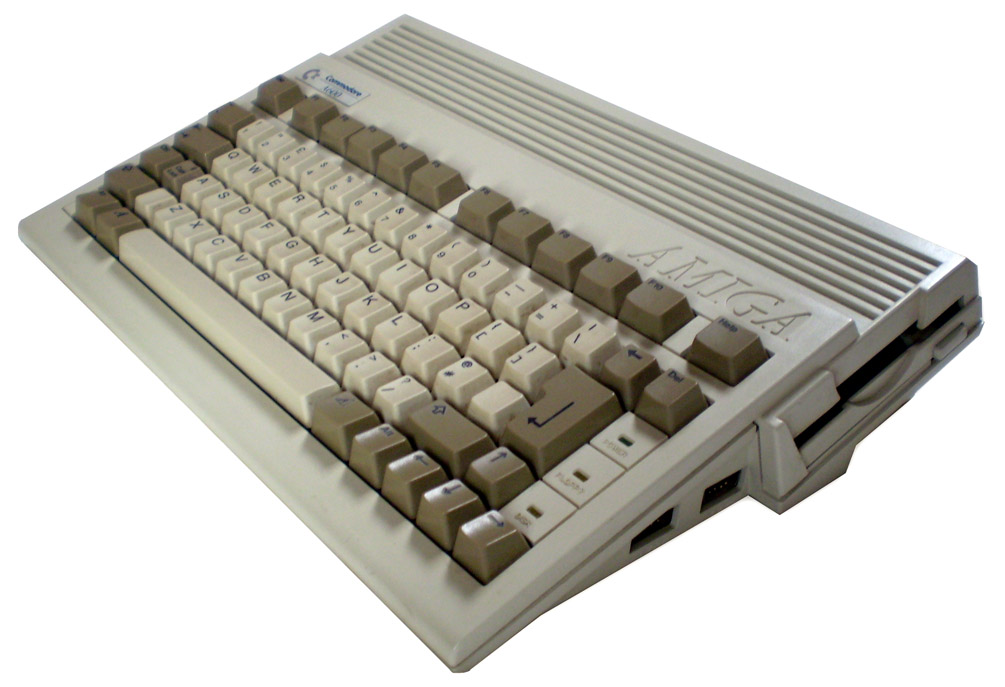
Amiga 600

Der Amiga 600 ist ein im Jahre 1992 von Commodore eingeführter Computer.

## Daten
Seine Leistungsdaten entsprachen weitgehend dem des Amiga 500 Plus, er wurde wie dieser mit dem neuen „Enhanced Chip Set“ des Amiga 3000 ausgerüstet, besaß mit 1 MB RAM doppelt so viel Arbeitsspeicher wie die ursprüngliche Variante des Amiga 500, eine PCMCIA-Schnittstelle und einen ATA-Controller für eine 2,5-Zoll-Festplatte; der externe Zorro I-Bus und der Ziffernblock auf der Tastatur wurden eingespart. Wie auch der Amiga 500 besaß er kein Tower-Gehäuse, sondern war in einem kompakten Tastaturgehäuse ähnlich dem Commodore 64 eingebaut.

### System
Als Betriebssystem wurde AmigaOS 2.0 mitgeliefert, bestehend aus Workbench 2.0 und dem Kickstart-ROM mit der Bezeichnung 2.05, von welchem verschiedene Versionen existierten (Versionsnummern 37.299, 37.300 und 37.350). Die ersten Revisionen des Amiga 600 (bis Hauptplatinen-Rev. 1.3) wurden noch mit der Kickstart-Version 37.299 ausgeliefert, welche kurioserweise keinen ATA- und PCMCIA-Support hatte. Man konnte zwar die nötigen Treiber von Diskette nachladen, aber ein direktes Starten des Systems von Medien, die an diesen Bussen angeschlossen werden konnten, war nicht möglich. Erst spätere Modelle des Amiga 600 und insbesondere das Modell Amiga 600HD (mit eingebauter Festplatte im Bundle) wurden mit Kickstart-Versionen ab 37.300 ausgestattet, die sowohl die PCMCIA-Schnittstelle als auch den internen ATA-Controller bereits beim Start des Betriebssystems einbinden konnten. Dabei war die Version 37.300 durch diverse Programmfehler auf die Nutzung von Festplatten bis 40 MB beschränkt (Systeme mit mehr als 40 MB waren instabil), während Version 37.350 mit Platten bis zu vier GB zurechtkam. Optional konnte man später die Workbench 2.1 erwerben, die als Neuerungen eine Lokalisierung des Betriebssystems in verschiedene Sprachen sowie einen „CrossDOS“-Treiber für mit dem FAT-Format (MS-DOS) versehene Disketten/Festplatten mitbrachte. Die Workbench 2.1 lief auf allen Kickstart-ROMs der 2.0x-Familie, ein Kickstart mit der Bezeichnung 2.1 gab es nie.

## Geschichte
Der Rechner wurde zu einem der größten Fehlschläge der Amiga-Geschichte. Gründe dafür waren unter anderem die nicht mehr zeitgemäßen Leistungsdaten, der zu hohe Preis und das Fehlen des Nummernblocks auf der Tastatur. Angesichts der Einschränkungen gegenüber dem Vorgängermodell sollte er ursprünglich A300 heißen, wurde aber im letzten Moment in A600 umbenannt und weckte damit falsche Hoffnungen einer allgemeinen Leistungssteigerung. Viele Beobachter meinen, dass diese Entscheidung einer der Sargnägel für die Firma Commodore geworden sei. Außerdem litt der Amiga 600 wie schon sein direkter Vorgänger Amiga 500 Plus an dem Problem, dass einige ältere beliebte Spiele nicht mit Kickstart-Versionen ab 2.0 zurechtkamen. Dies war insofern ein Nachteil, als das Gerät damit für einen großen Teil der angepeilten Zielgruppe – der Spielergemeinde – unattraktiv wurde.
Ein weiteres Manko war die zur Zeit seines Erscheinens mangelhafte (und von Commodore nie geplante) Aufrüstbarkeit des Amiga 600. Im Gegensatz zum Amiga 500 waren alle Platinenbausteine mit Ausnahme des Kickstart-ROMs fest in SMD-Technik verlötet und nicht mehr gesockelt, so dass viele wichtige Amiga-500-(Plus)-Erweiterungen nicht passten. Ein kleines Revival erlebt der Amiga 600 dennoch im Zuge der Retrogamingszene ab 2010. Gründe sind zum einen seine Kompaktheit im Vergleich zu anderen Amiga-Modellen, sowie im Nachhinein ab 2010 neu erschienene Turbokarten und Festplatten, die für den Amiga 600 vor den eigentlich häufiger verkauften Amiga-Modellen erschienen.

## Technische Daten

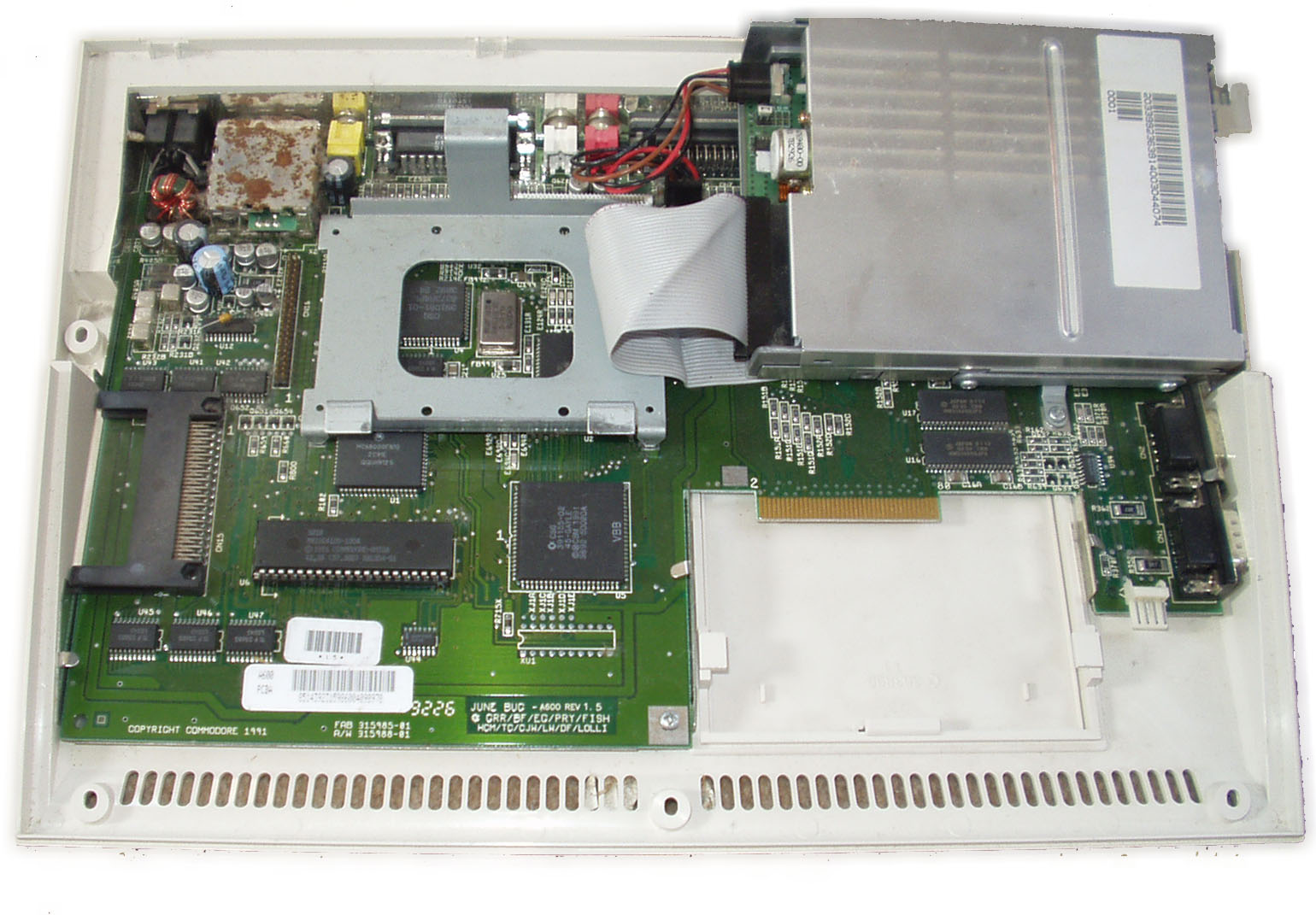
Motherboard und Diskettenlaufwerk des Amiga 600

- Motorola MC68000 CPU mit 7,14 MHz (NTSC-Version) bzw. 7,09 MHz (PAL-Version)
- Arbeitsspeicher 1 MB Chip-RAM
- Erweiterungssteckplatz für Speichererweiterungen (Trapdoor, max. 1 MB Chip-RAM)
- ATA-Controller zum Anschluss einer Festplatte
- DD 3,5"-Diskettenlaufwerk (880 KByte beim Amiga)
- Enhanced Chip Set
- PCMCIA-Slot (16 bit für Speicherkarten, max. 4 MB Fast-RAM)

## Sonstiges
Während der Amiga 600 in der damaligen Zeit eher unattraktiv war, hauptsächlich wegen einiger Inkompatibilitäten zu Spielen, die den Kick1.3 und/oder Fast-RAM benötigen, gewann er später an Attraktivität und ist heute ein begehrter Amiga in den Retro-Computerforen – hauptsächlich aufgrund von Eigenschaften wie den integrierten PCMCIA- und IDE-Schnittstellen, die beide dafür geeignet sind, dort eine Compactflash-Karte mit darauf befindlicher Festplatte zu betreiben. Aber auch wegen des kleineren platzsparenden Gehäuses und des bereits integrierten Composite-Video-Ausgangs (es wird also kein TV-Modulator benötigt). Des Weiteren findet man mittlerweile fast immer Diskettenversionen aller klassischen Amiga-Spiele, die auch mit dem Kick2.05 funktionieren, sofern sie keinen Fast-RAM benötigen. Aufgrund guter Aufrüstmöglichkeiten, was den Speicher des Amiga 600 betrifft, ist er auch gut als WHDLoad-Maschine geeignet. Andere Aufrüstmöglichkeiten sind aufgrund gelöteter (anstatt gesteckter) ICs eher beschränkt. Im Erweiterungsschacht könnte man den Amiga 600 auf bis zu 2 MB Chip-RAM aufrüsten, sehr viele Programme/Spiele benötigten aber Fast-RAM, das man im Amiga 600 ohne Löten nicht nachrüsten konnte. Eine Turbokarte konnte man nicht einbauen, weshalb der ältere Amiga 500(+) durch bessere Aufrüstmöglichkeiten mit fast gleicher Hardwareausstattung attraktiver war. Später konnte man seltene Turbo- oder Fastram-Karten erwerben, die über bestehende ICs gesteckt werden konnten; das war jedoch mit Inkompatibilitäten verbunden, außerdem gab es durch diese Verbindung viele Probleme mit Wackelkontakten oder Materialermüdungen. Die letzte Möglichkeit, Fastram nachzurüsten, gab es über den PCMCIA-Port, aber das war inkompatibel mit Kick1.3, der ebenfalls von vielen älteren Spielen benötigt wird.